# On Green Dolphin Street (chanson)
Pour les articles homonymes, voir Green Dolphin Street.
On Green Dolphin Street, parfois nommée Green Dolphin Street, est une chanson écrite en 1947 par Bronislau Kaper (musique) et Ned Washington (paroles) pour le film Le Pays du dauphin vert. Ce morceau est devenu un standard de jazz après avoir été joué par Miles Davis.

## Reprises
Ce morceau a été repris par de très nombreux musiciens, dont :
- Ahmad Jamal sur Count 'Em 88 (1956)
- Bill Evans sur son album On Green Dolphin Street (1959)
- Eric Dolphy sur Outward Bound (1960)
- Oscar Peterson et Milt Jackson sur Very Tall (1961)
- Nancy Wilson et George Shearing sur The Swingin's Mutual! (1961)
- Mel Tormé sur Comin' home baby (1962)
- Sonny Rollins sur Sonny Rollins On Impulse! (1965)
- Ella Fitzgerald sur 30 by Ella (1968)
- Joe Henderson sur Four (1968)
- Cass Elliot pendant le "Mike Douglas Show", 1970.
- Lee Konitz sur Satori (1975)
- Keith Jarrett sur Keith Jarrett at the Blue Note (en) (1995)
- Martial Solal sur Live at the Village Vanguard (2008)
- Biréli Lagrène et Sylvain Luc sur Summertime (2009)
- Red Garland sur Bright And Breezy (1961)